# Staninwardia breviuscula
Staninwardia breviuscula är en svampart som beskrevs av B. Sutton 1971. Staninwardia breviuscula ingår i släktet Staninwardia, ordningen Chaetothyriales, klassen Eurotiomycetes, divisionen sporsäcksvampar och riket svampar.   Inga underarter finns listade i Catalogue of Life.